# David Rickard
David Terence Rickard (* 1943) ist ein englischer Geochemiker. Er lehrte an der Cardiff University und ist heute dort Emeritus. Seine Forschungsgebiete sind hauptsächlich die Geochemie und Biogeochemie von Sulfiden und Erzen.

## Auszeichnungen
- Fellow der Geochemical Society (2003)[1]
- Fellow der Learned Society of Wales (2011)[2]

## Werke
- David Rickard, George W. Luther, III: Metal Sulfide Complexes and Clusters. In: Reviews in Mineralogy and Geochemistry. Band 61, Nr. 1, 2006, S. 421–504, doi:10.2138/rmg.2006.61.8.
- David Rickard, George W. Luther, III: Chemistry of Iron Sulfides. In: Chemical Reviews. Band 107, Nr. 2, 2007, S. 514–562, doi:10.1021/cr0503658.
- David Rickard: Sulfidic Sediments and Sedimentary Rocks. 1. Auflage. Elsevier Science & Technology, Amsterdam 2012, ISBN 978-0-444-52989-3.
- David Rickard: Pyrite: A Natural History of Fool’s Gold. Oxford University Press, New York 2015, ISBN 978-0-19-020367-2.
- David Rickard: Framboids. Oxford University Press, New York 2021, ISBN 978-0-19-008011-2.